# Enugu
Enugu város Nigéria területén, az azonos nevű, Enugu szövetségi állam székhelye. Lakossága 722 ezer fő volt 2006-ban.
A város az Udi-fennsíkon, az ország egyetlen kiterjedt szénmedencéjében fekszik. A szén nagy része az erőműveket és a vasutat szolgálja ki, de a dízelmozdonyok fokozott elterjedése és a Kainji-vízerőmű üzembe helyezése jelentős mértékben csökkentette a szén iránti keresletet. Jelentősebb iparágai az élelmiszeripar, sör- és üdítőital-palackozás, az építőanyagok gyártása, a gépgyártás, autógyártás, gyógyszergyártás.

## Fordítás
Ez a szócikk részben vagy egészben  az   Enugu (Nigeria) című német Wikipédia-szócikk fordításán alapul.  Az eredeti cikk szerkesztőit annak laptörténete sorolja fel. Ez a jelzés csupán a megfogalmazás eredetét és a szerzői jogokat jelzi, nem szolgál a cikkben szereplő információk forrásmegjelöléseként.
Ez a szócikk részben vagy egészben  az   Enugu című angol Wikipédia-szócikk fordításán alapul.  Az eredeti cikk szerkesztőit annak laptörténete sorolja fel. Ez a jelzés csupán a megfogalmazás eredetét és a szerzői jogokat jelzi, nem szolgál a cikkben szereplő információk forrásmegjelöléseként.